# Die Gartenlaube
Die Gartenlaube (da. løvsalen) var et tysk illustreret litterært ugeblad, stiftet 1853 af Ernst Keil. Oplaget var i 1903 på 350.000. Det sidste nummer udkom i 1944.
Tidskriftet havde skønlitterært indehold og havde redaktionelt en frisindet holding til religiøse og politiske spørgsmål. Fra 1900 blev bladet udgivet i Berlin, hvor det i 1903 overgik til August Scherls forlag.
Johann Strauss den yngre komponerede i 1895 Gartenlaube-Walzer, Op. 461, dedikeret til bladets læsere.
| Anime eller manga | Spire Denne artikel om medie og kommunikation er en spire som bør udbygges. Du er velkommen til at hjælpe Wikipedia ved at udvide den. |